# Heimat der großen Moleküle
Die Heimat der großen Moleküle (engl. Large Molecule Heimat) ist eine dichte Gaswolke in der Molekülwolke Sagittarius B2.
In der Gaswolke konnten viele organische Moleküle, vor allem Alkohole wie Methanol, Ethanol, aber auch Aminoacetonitril, Butyronitril oder Ameisensäureethylester nachgewiesen werden.